# Nécropole de Tustrup
La nécropole de Tustrup est un ensemble monumental préhistorique à l'ouest du village de Tustrup, sur la route de Nørager, au nord de la presqu'île de Djursland, au Danemark. Elle comporte quatre sites au sommet du plateau dominant la vallée de la Hevring Å : deux dolmens, une tombe à couloir et les restes d'un sanctuaire de la culture des vases à entonnoir, dont on peut voir la reconstitution dans le parc du Musée en plein air de Moesgård à Aarhus. Ces différents vestiges remontent au Néolithique, environ 3500–2800 av. J.-C. Leur construction et leur fonction religieuse témoignent d'une évolution des sociétés humaines.
La vallée de la Hevring Å était encore un fjord du Kattegat au Néolithique. Tout le nord de la presqu'île de Djursland n'était alors qu'un chapelet d'îles, séparés du continent par les fjords de Kolindsund et de Randers. Le périmètre de la nécropole compte au nombre des principaux sites préhistoriques du Danemark. Un centre d'interprétation a été aménagé à Tustrup.

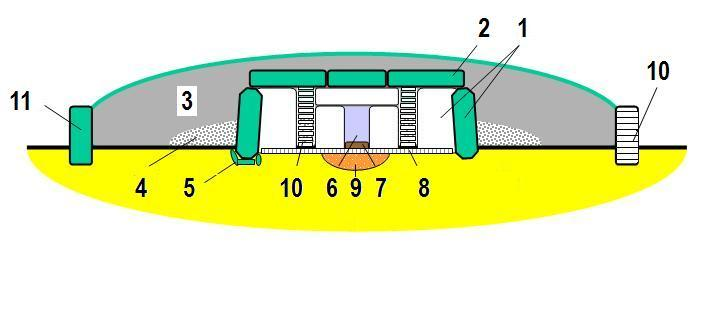
Schéma de la tombe à couloir (vue en coupe) 1=Sommier, 2= Dalle de couverture, 3=Tumulus, 4=Drainage, 5=clef de voûte, 6=Exutoire, 7= Solive. 8=Dallage, 9=Terrassements, 10=Maçonnerie de blocage 11=Pierres d'alignement

## Le cercle mégalithique

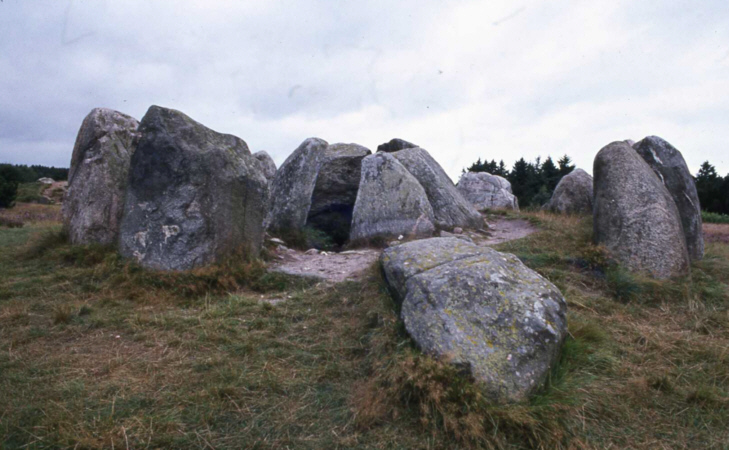
Le cercle mégalithique avant sa restauration
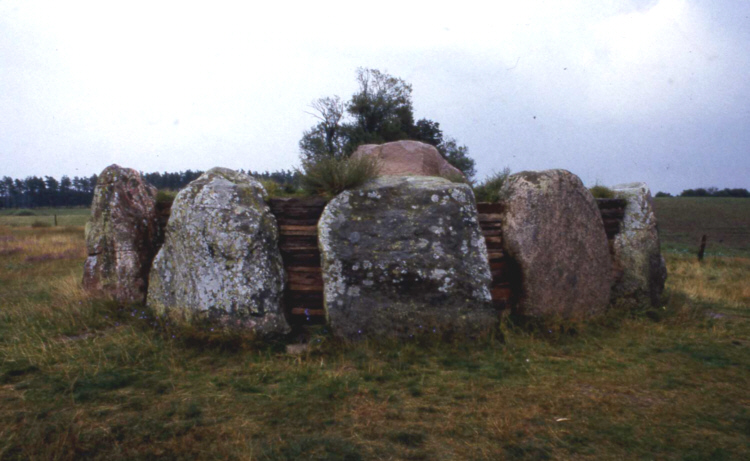
Le cercle mégalithique après sa restauration

Ce cercle mégalithique de taille modeste a été reconstitué. L'enceinte possède une entrée, consistant en un anneau de 8 m de large comportant 13 menhirs. L'intervalle entre ces pierres a été comblé de pierres de grès rose grossièrement cimentées au mortier. La pierre de couverture, disparue, a été remplacée.

## La tombe à couloir

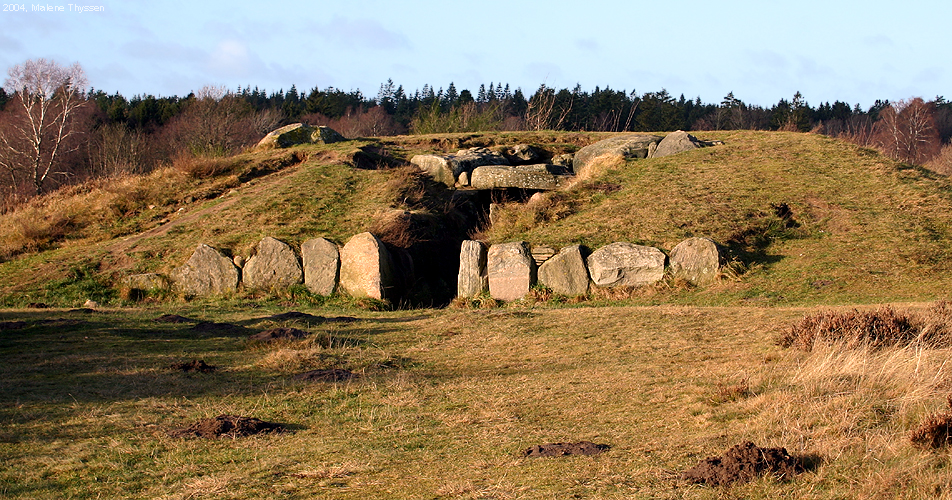
La tombe à couloir
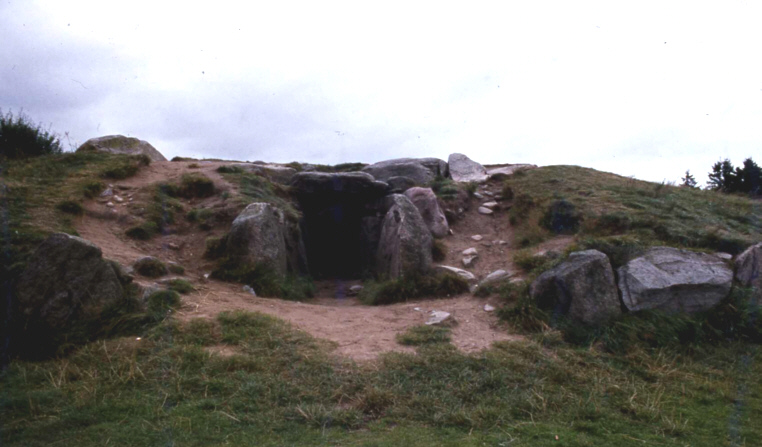
En gros plan...
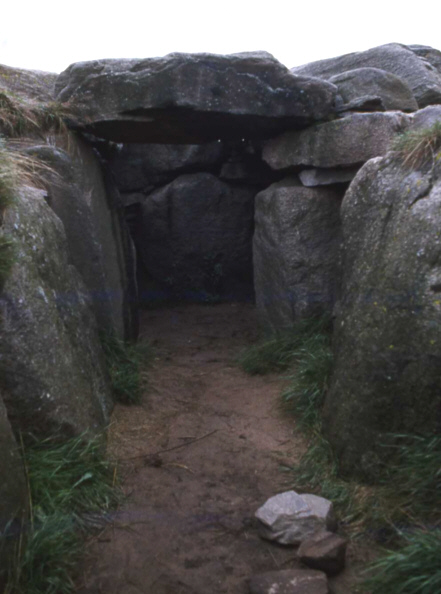
Exutoire de la tombe
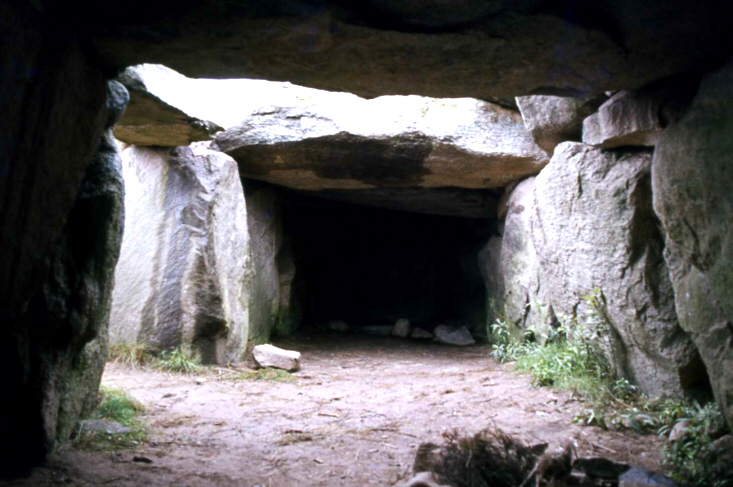
la chambre funéraire

Avec son antichambre de 2 × 2 m, cette tombe à couloir, qui enclot un espace intérieur de 9 × 3 m, est l'une des plus vastes du genre au Danemark, et en tout cas la plus grande du Jutland oriental. Il y a d'ailleurs peu de tombes à antichambre : la plupart se trouvent dans le nord et l'est du Jutland. Même la hauteur sous plafond (2 m) est respectable. Les pierres de couverture du couloir d'accès, longues de 6 m, sont manquantes, de même que la couverture de la chambre funéraire. L'édifice comportait au total 40 pierres, dont les plus lourdes pèsent 20 t. On n'a pratiquement retrouvé aucun autre vestige à cet endroit.

## Le dolmen
Le dolmen de la moitié nord du site possédait une chambre avec une courte galerie d'accès. Les pierres de couverture et l'une des pierres porteuses ont disparu. Il y a un autre dolmen de l'autre côté de la vallée, à 50 m environ du champ au nord de Skovgårdevej.

## Le sanctuaire
Ce sanctuaire de 6 x 5 m, interprété comme un temple (Kulthuset) était, en 1953, le premier que l'on ait découvert de ce genre au Jutland : ses cloisons faites de palissade verticale et de pierres délimitent une salle principale et une antichambre. On en a découvert d'autres depuis dans le Jutland septentrional ; leur taille est très variable. L'hypothèse selon laquelle il s'agirait d'un temple ou d'un lieu d'offrande ou de culte des morts s'appuie sur la découverte de céramiques de la Culture des vases à entonnoir de même type que celles retrouvées autour du complexe mégalithique. La construction elle-même rappelle en partie les « maisons des morts » de Franconie. On a retrouvé des édifices semblables dans d'autres sites du Jutland : Engedal, Ferslev, Foulum et Herrup. Un sanctuaire de l'âge du bronze a été mis au jour en 1985 à Sandagergård en Seeland lors de l'enfouissement d'une conduite de gaz. Le fait de raser ou de mettre le feu à ces sanctuaires après l'accomplissement des cérémonies funèbres semble avoir été constitutif du rituel.